# کیم هی جونگ (شمشیرباز)
کیم هی-جونگ (کره‌ای: 김희정؛ زادهٔ ۱ ژانویه ۱۹۷۵) شمشیرباز اهل کره جنوبی است. او در رویدادهای اپه در بازی‌های المپیک تابستانی ۱۹۹۶ و ۲۰۰۴ رقابت کرده‌است.